# Vermilion (dal)
A Vermilion az amerikai Slipknot együttes dala, ami 2004 októberében jelent meg a Vol. 3 (The Subliminal Verses) című album második kislemezeként. 
Amikor a zenekar élőben játssza a dalt, hagyományos maszkjaik helyett halotti maszkokat használnak.
Az All Hope Is Gone turnék alatt Paul Gray, Craig Jones és Sid Wilson nem használja ezeket. 
A dal három részből áll:
1. Vermilion (A történet elkezdődik)
2. Vermilion Pt.2 (A történet folytatódik)
3. Scream (A történet vége)

## Vermilion Pt.2
A Vermilion Pt.2 a folytatása a történetnek. A dalban hallható kettő darab akusztikus gitár, egy cselló és Corey Taylor éneklése. A dallam és a zeneszám témája hasonlít elődjéére. A szám többek között hallható volt az amerikai KISS-FM-nél is.

## Zenei jelentések
„A különbség a két szám között az, hogy míg az első rész egy jellem felépítéséről szól, a második rész már a bűnösség felvételéről, és annak eredményéről” - mondja ezt Corey Taylor.

## Zenei videók
Mindkét dalhoz készült videó. Az elsőt Tony Petrossian és a zenekar egyik tagja, Shawn Crahan rendezte. A második rész rendezője Marc Klasfeld volt. Mindkét videó Los Angelesben készült 2004. végén. A videókban szereplő lányt Janna Bossier játssza.

## Albumokon
Slipknot Presents: Vermilion Part 1: The Story Begins (A történet elkezdődik)
- Vermilion (Single Mix) - 4:17
- Scream - 4:32
- Danger - Keep Away - 7:56
- Vermilion (Video) - 4:17

Slipknot Presents: Vermillion Part 2: The Story Continues (A történet folytatódik)
- Vermilion Pt.. 2 - 3:45
- Vermilion Pt.. 2 (videó) - 3:50

## DVD
- Vermilion (zenei videó) - 4:17
- Vermilion Pt.2 (zenei videó) - 3:50

## Fordítás
- Ez a szócikk részben vagy egészben  a   Vermilion (song) című angol Wikipédia-szócikk fordításán alapul.  Az eredeti cikk szerkesztőit annak laptörténete sorolja fel. Ez a jelzés csupán a megfogalmazás eredetét és a szerzői jogokat jelzi, nem szolgál a cikkben szereplő információk forrásmegjelöléseként.